# Basseux
Basseux település Franciaországban, Pas-de-Calais megyében. Lakosainak száma 131 fő (2022. január 1.). Basseux Beaumetz-lès-Loges, Monchiet, Rivière és Bailleulval községekkel határos.

## Népesség
A település népességének változása:
| Lakosok száma | 133  | 135  | 141  | 137  | 136  | 135  | 134  | 132  | 131  |
|               | 2013 | 2015 | 2016 | 2017 | 2018 | 2019 | 2020 | 2021 | 2022 |